# ریچارد ایان کاکس
ریچارد ایان کاکس (به انگلیسی: Richard Ian Cox) متولد ۳ اکتبر ۱۹۷۳ یک ویلزی از تبار کانادایی‌ها بازیگر، صداپیشه، کمدین و مجری رادیو از آثار برجسته او به عنوان صدا پیشه می‌توان به انیمه اینویاشا اشاره کرد. ریچارد به دلیل بازی در نقش شخصیت الک رمزی در اوایل دهه ۱۹۹۰ در سریال ماجراهای اسب سیاه به شهرت رسید.
او در فیلم پستی بازی کرده است.